# Statuenmenhir

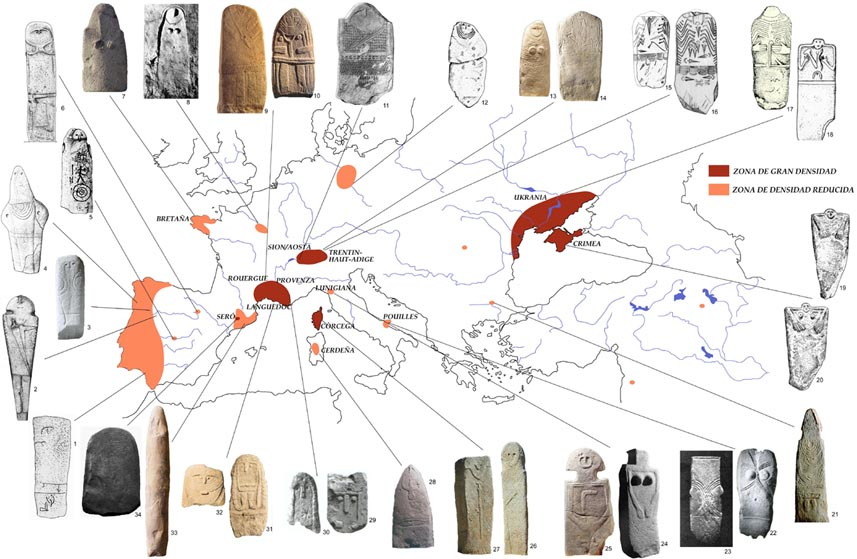
Karte mit Statuenmenhiren in Europa. Fotografien und Zeichnungen: 1 + 4. Bueno u. a. 2005; 2. Santonja + Santonja 1978; 3. Jorge 1999; 5. Portela + Jiménez 1996; 6. Romero 1981; 7. Helgouach 1997; 8. Tarrete 1997; 9, 10, 13, 14, 29, 30, 31, 32. Philippon 2002; 11. Corboud + Curdy 2009; 12. Muller 1997; 15, 16, 17, 18, 19, 20, 21, 22, 23. Arnal 1976; 24 + 25. Augusto 1972; 26 + 27. Grosjean 1966; 34. López u. a. 2009.

Ein Statuenmenhir ist ein platten- oder stelenförmiger, meist auf Vorder- und Rückseite bearbeiteter, d. h. geglätteter Stein, der eine mehr oder weniger deutliche anthropomorphe Form, zumindest aber den stilisierten Umriss eines menschlichen Körpers zeigt. Auf der Schauseite dienen neben dem Kopfumriss oft auch ein eingemeißeltes Augenpaar, Gesicht oder Hände bzw. Füße sowie die Darstellung identifizierbarer Kleidungsstücke, Ketten oder Waffen der Charakterisierung eines solchen Steins als menschliche Statue.
Es gibt mehrere Verbreitungsschwerpunkte im westlichen Mittelmeergebiet. Tim Darvill geht davon aus, dass es sich um weitgehend unabhängige Entwicklungen handelt.

## Begriff
Frédéric Hermet (1856–1939), der sich als Erster mit dieser Monumentart beschäftigte, vergab den Namen statue-menhir für eine im Boden steckende Skulptur, deren Form an einen Menhir erinnert. Diese Bezeichnung setzte sich wissenschaftlich durch.

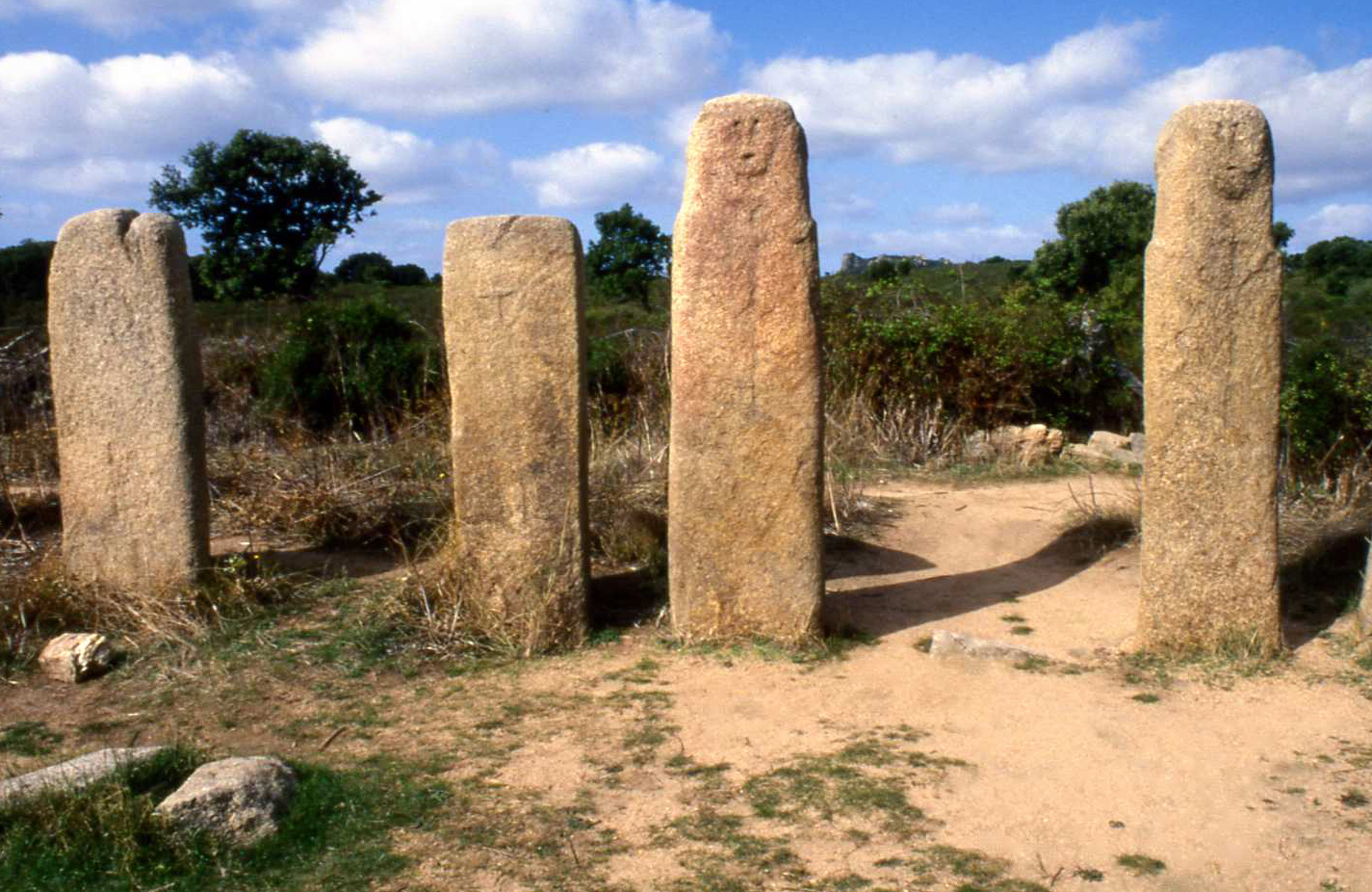
Statuenmenhire im Alignement von Stantari, Korsika – während die rechten Steine menschliche Gesichter zeigen, fehlen anthropomorphe Züge bei den beiden linken; auf dem zweiten Stein von links ist ein Schwert erkennbar.

## Abgrenzung

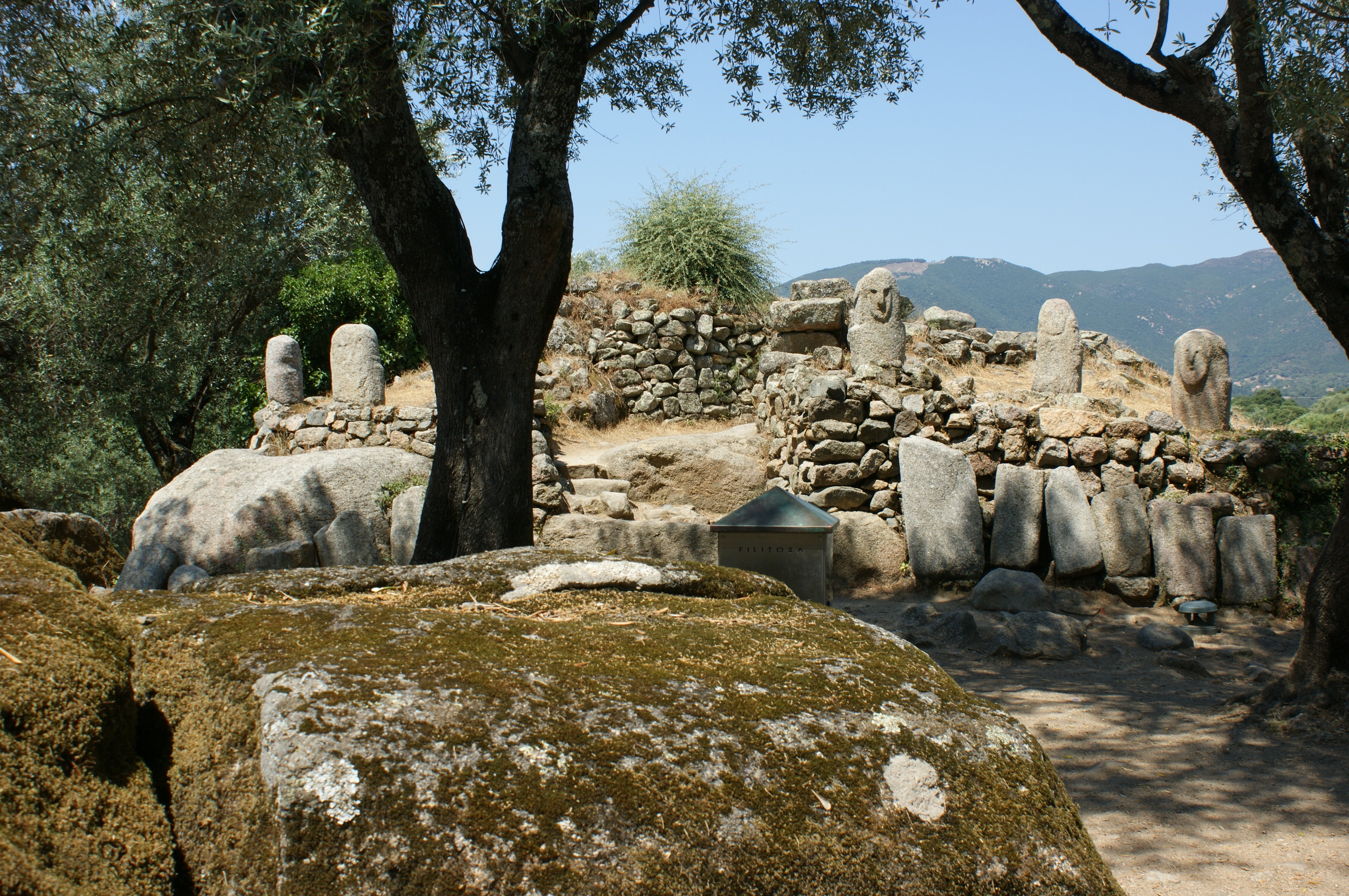
Menhirgruppe von Filitosa, Korsika. Auf Korsika (insbesondere in Filitosa) stehen etwa 630 ungestalteten Stelen lediglich 73 Statuenmenhire gegenüber.

Unter dem Oberbegriff „Statuenmenhir“ wurden seit Beginn des 20. Jahrhunderts in diversen Einzelartikeln eine Vielzahl von gravierten steinernen Stelen bzw. Stelenbruchstücken zusammengefasst, die jedoch in etlichen Fällen die oben genannten Kriterien nicht erfüllen. Bei einigen Bruchstücken wird zuweilen behauptet, es handele sich bei den Ornamenten um Waffen, Brustschmuck (Pektorale) oder um Kleidung (Gürtel, Fransen etc.), was immerhin eine Rechtfertigung für die Einordnung in die Gruppe der Statuenmenhire darstellen würde – nur ist in vielen Fällen kaum etwas Genaues erkennbar.
Bei Menhirgruppen fehlen bei vielen Steinen anthropomorphe Details, doch sind bei einigen immerhin Schwerter erkennbar; außerdem spielt bei Gruppen die ansonsten einheitliche Gestaltung der Steine und der Fundzusammenhang eine gewisse Rolle, so dass mit einigem Recht alle Steine einer solchen Gruppe (z. B. im Alignement von Stantari, in Filitosa oder die sogenannten Bamberger Götzen) als Statuenmenhire bezeichnet werden können.
Stelen ohne Gravierungen, oder solche mit kurvilinearen Gravierungen wie der Stein 3 der sogenannten Statuenmenhire de la Gruasse oder mit geometrischen Gravierungen wie der sogenannte Statuenmenhir von Latsch ähneln eher manchen Steinen der bretonischen Megalithkunst (z. B. Pierres-Plates oder Gavrinis); sie bedürfen sicherlich noch einer genaueren wissenschaftlichen Untersuchung und Einordnung.

## Aussehen
Statuenmenhire sind Steinplatten, die so zugerichtet wurden, dass sie den stilisierten Umriss des menschlichen Körpers zeigen. Sie standen ursprünglich aufrecht und können im Relief auch Kleidung, Waffen oder Schmuck zeigen.
Statuenmenhire stellen männliche, an Gürtel und Schulterriemen erkennbare oder – an den Brüsten erkennbar – weibliche, mitunter geschlechtlich unbestimmbare Wesen dar. Auf Korsika tragen sie anscheinend auch Waffen (Castaldu I).
Eine spätere, stark abstrahierte Ausprägung sind die sardischen Baityloi, die in der Nähe des Gigantengrabes von Tamuli die Verehrung eines Pantheons von sechs zur Hälfte mittels ihrer deutlichen brustartigen Wölbungen als weiblich einzustufenden Göttern darzustellen scheinen.
In der Bretagne und in Großbritannien gibt es Plattenmenhire, bei denen durch eine mehr oder weniger ausgeprägte Erhöhung in der Mitte der Oberkante Kopf oder Hals lediglich angedeutet, ansonsten aber ungestaltet sind. In Nordirland finden sich im County Fermanagh kleine anthropomorphe Steinfiguren, die als Caldragh Idole bekannt geworden sind. Deren Entstehungszeit steht jedoch nicht fest. Auch wegen ihrer geringen Größe von nur etwa 60 cm rechnet man sie nicht zu den Statuenmenhiren, deren größer – der Pierre Plantée von Lacaune – über 4,50 Meter Höhe erreichte.

## Verbreitung

Statuenmenhire
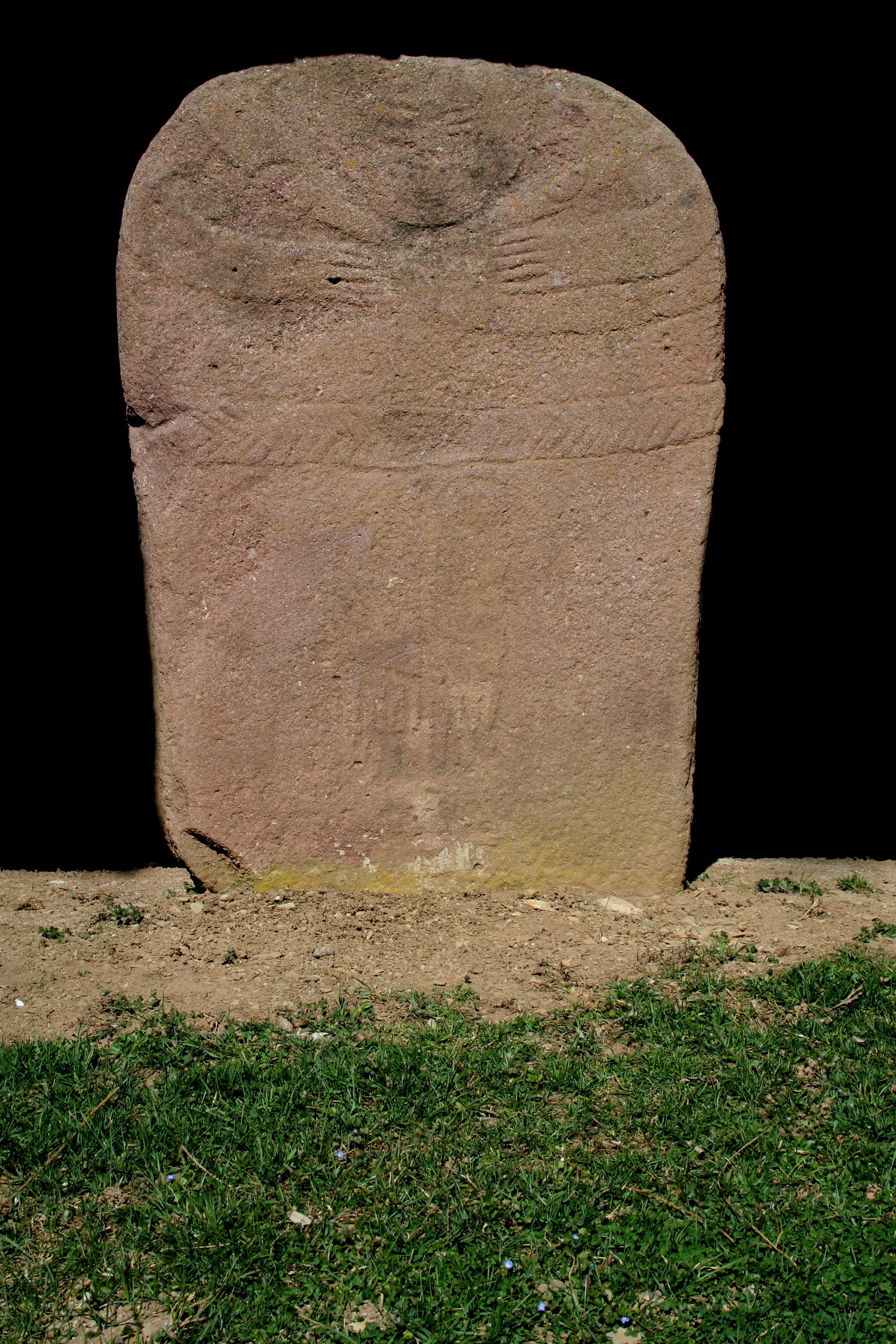
Menhir von Moulin Louat, Tarn
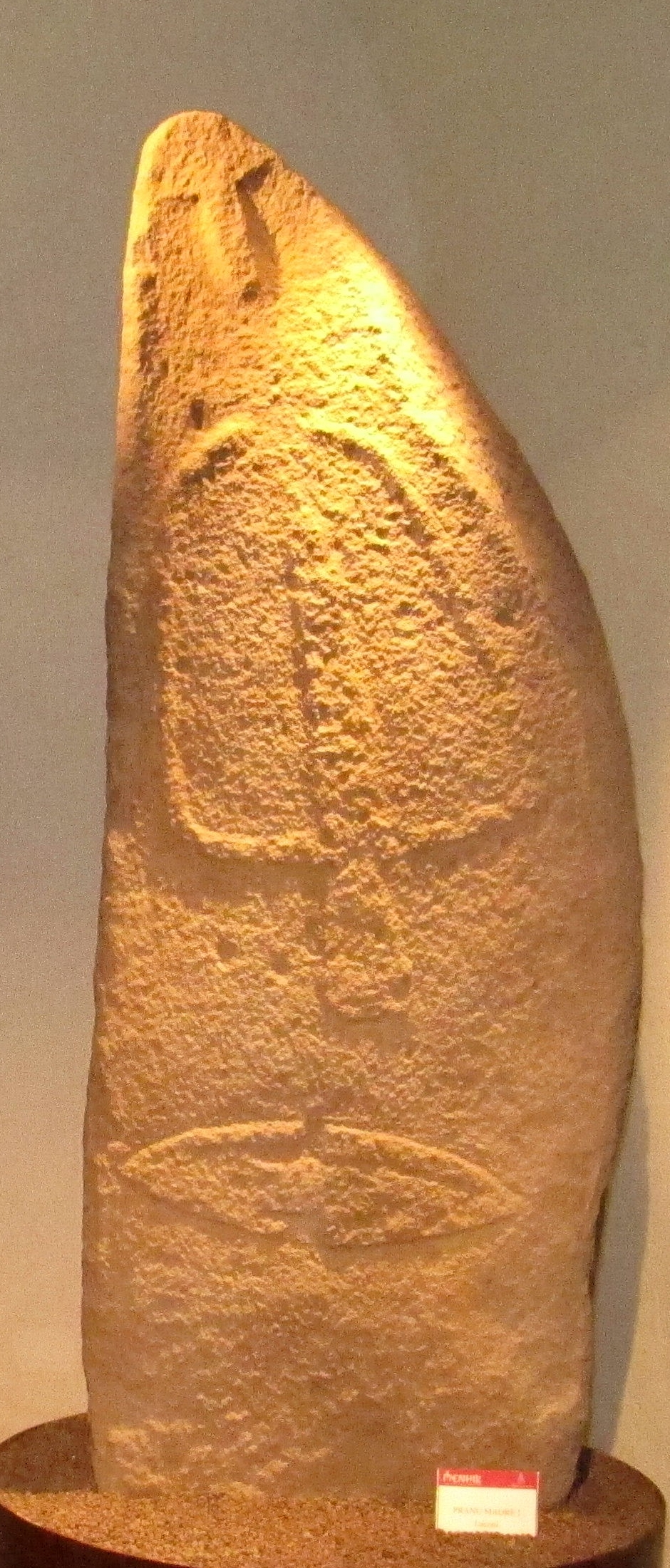
Statuenmenhir von Laconi, Sardinien
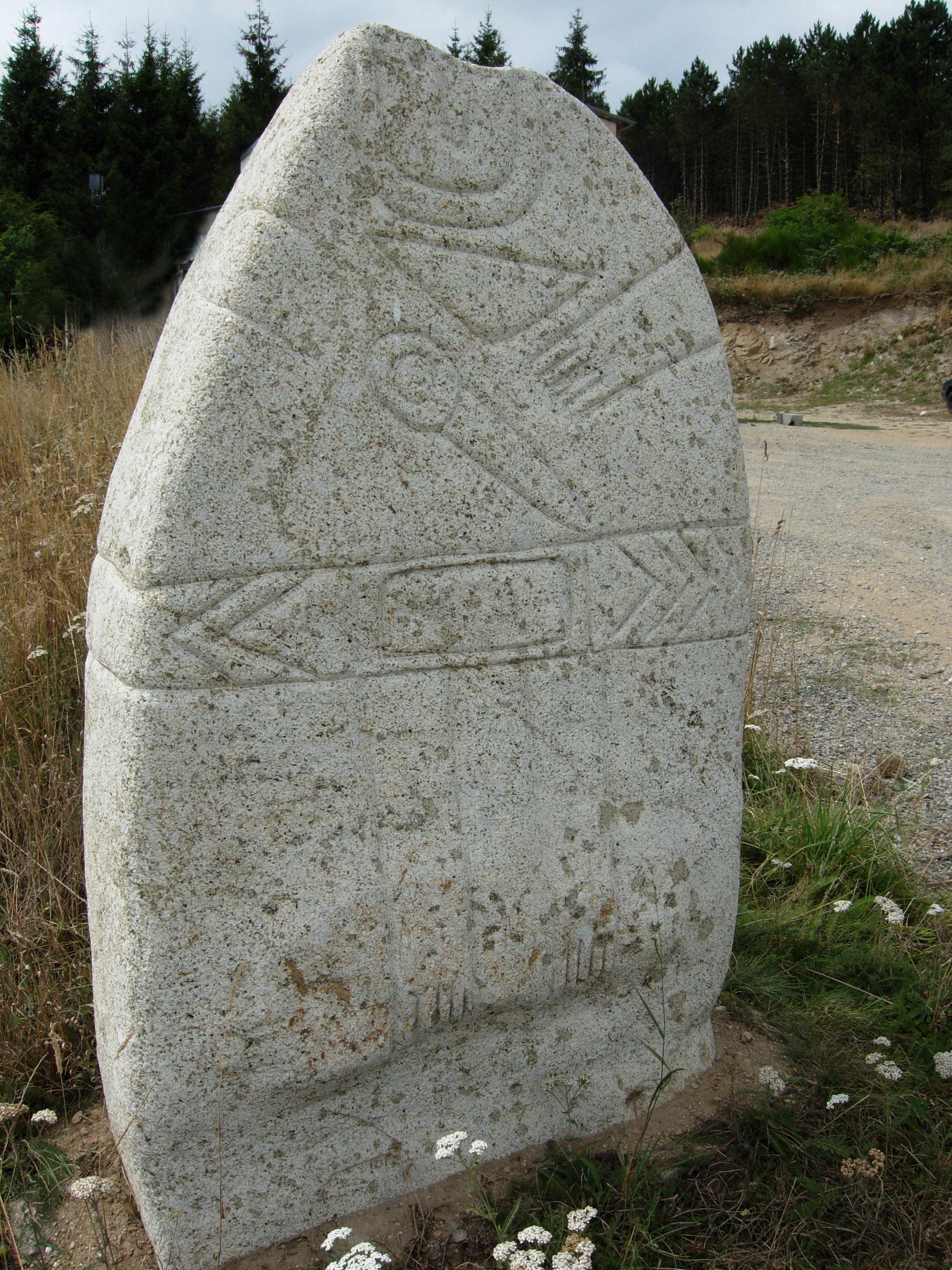
Statuenmenhir de Salverguettes, Département Hérault
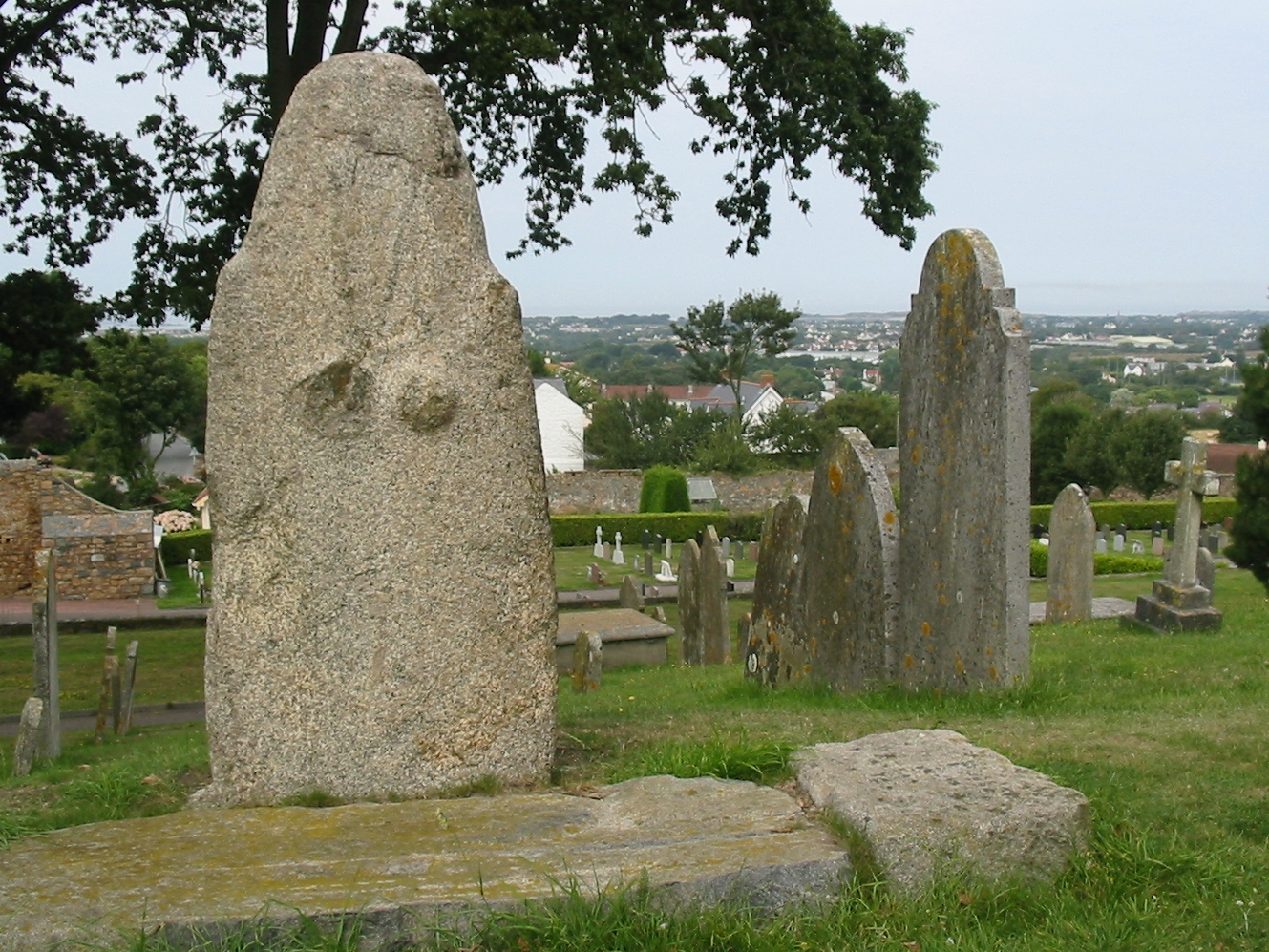
Menhir mit Brüsten an der Castel Church, Guernsey
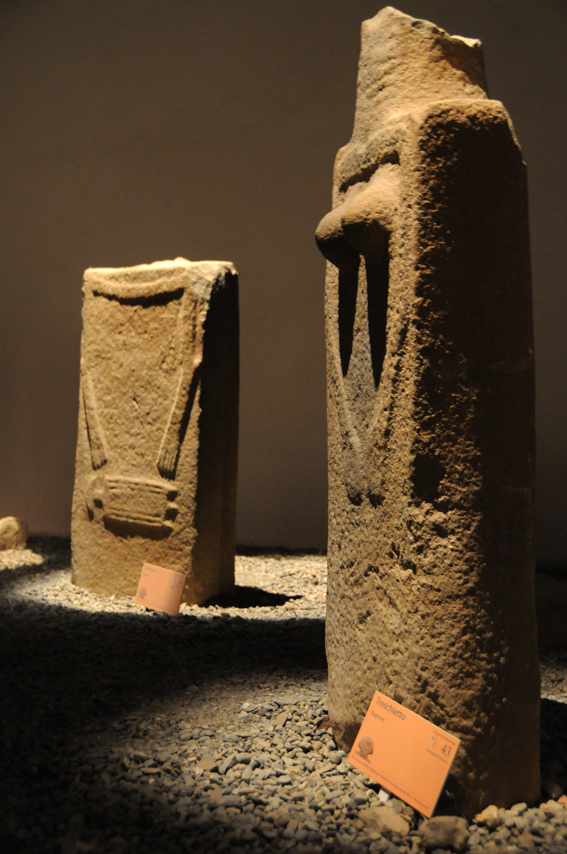
Menhire aus Treschietto, Bagnone, Toskana
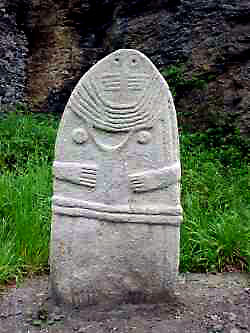
Dame von Saint-Sernin-sur-Rance, Rodez, Aveyron
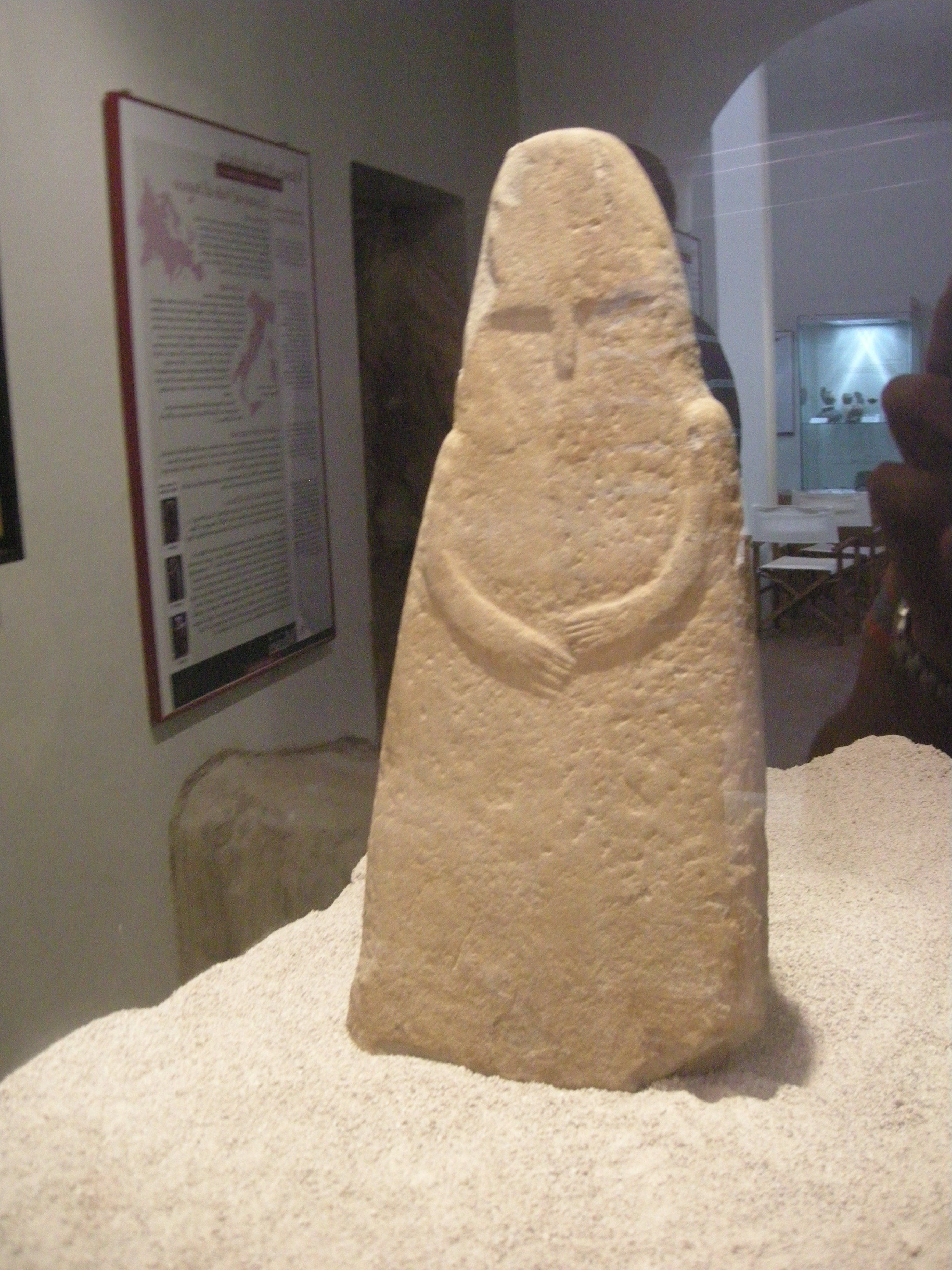
La Donna von Massa Marittima, Toskana
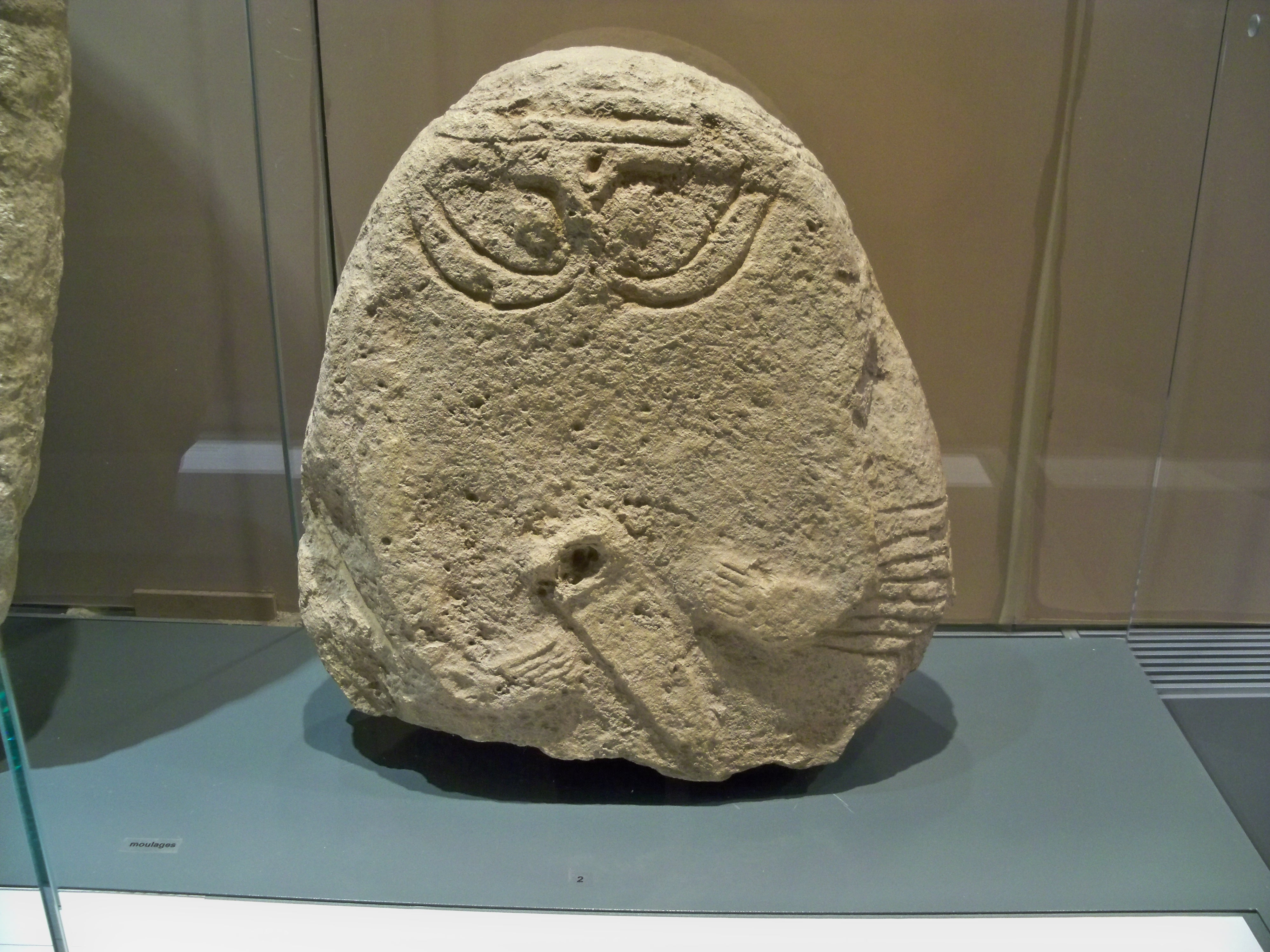
Musée de Préhistoire des gorges du Verdon

Statuenmenhirkonzentrationen finden sich in Portugal, Spanien, Frankreich und in Italien, sowie auf Korsika, Sardinien und den Kanalinseln. Einzelne Statuenmenhire gibt es in einigen Ländern Europas, wo sie meist mit unbearbeiteten Menhiren vergesellschaftet vorkommen. Eine kleine Anzahl ist in Bulgarien, Deutschland, England, Griechenland und der Schweiz gefunden worden. An der Nordküste des Schwarzen Meeres findet sich die größte Konzentration von Steinen auf der Krim und in den Steppen der Ukraine, wo 300 Stelen und Statuenmenhire entdeckt wurden. Im mediterranen Raum kommen Statuenmenhire in Apulien, Mallorca (Dame von Son Matge) vor.

### Südfrankreich
Drei große Areale mit zusammen über 140 Statuenmenhiren liegen im Süden Frankreichs:
- 74 Exemplare (Typ Rouergue) in Okzitanien (Tarn, Aveyron und im Westen des Départements Hérault) darunter der Pierre Plantée von Lacaune, mit 4,50 m der größte Statuenmenhir Europas,[5] und der ebenfalls hohe Statuenmenhir von Cantoul. Wesentliches Merkmal der Stelen dieser Region, die sich ähnlich auch in Katalonien finden (Statuenmenhir von Ca l’Estrada) ist ein meist deutlich sichtbarer breiter Gürtel, dessen oft gefranste Enden herabhängen.
- 36 Exemplare im Languedoc (Typ Garrigues – im Osten des Départements Hérault sowie in den Départements Gard und Ardèche)
- 34 Exemplare in der Provence (Typ Provençal) mit negativ eingetieften Gesichtspartien. (Statuen von Beaucet, Front de Malte und 1-3 von Lombarde)

In Südfrankreich und auf der Iberischen Halbinsel tragen einige Exemplare die Ritzung eines Krummstabes (Báculo).
Einige wurden in der Bretagne (Statuenmenhir von Laniscar) entdeckt.

### Korsika
Roger Grosjean stellte im Jahr 1967 eine 6-stufige typologische Klassifizierung der korsischen Menhire und Statuenmenhire vor, die in erster Linie auf das Vorhandensein oder Fehlen von Waffen beruht.
- Stufe 1: Weniger als einen Meter hohe Monolithen oder Baityloi,
- Stufe 2: Protoanthropomorph, die menschliche Form schematisch dargestellt,
- Stufe 3: Anthropomorphe Figur mit separatem Kopf und Körper; selten mehr als zwei Meter hoch, unterteilt in:
- Stufe 4: „Südliche Statuenmenhire, unbewaffnet“, verfügen über anatomische Details vor allem im Gesicht (Augen, Nase, Mund).
- Stufe 5: „Südliche Statuenmenhire, bewaffnet“ mit Schwertern, Dolchen und Helmen oder Brustpanzern; anatomische Details sind nicht herausgearbeitet (Gürtel und Lendenschurz).
- Stufe 6: „Nördliche Statuenmenhire, unbewaffnet“, dünner und schlanker als die bisherigen Statuen; langer Hals und Ohren.

### Sardinien
Auf Sardinien ist der bedeutendste Statuenfund der von Monte Prama. Rund 50 völlig andersartige Exemplare wurden um den Ort Laconi gefunden. Im Jahr 2005 wurde bei Laconi ein neuer fragmentarischer Statuenmenhir entdeckt, weitere fand man 1996 beim Gigantengrab von Murisiddi bei Isili. 2008 fand man unzählige zerbrochene Menhire bei Cuccuru e Lai. Eine bestimmte Form prähistorischer Menhire wird als Baityloi (italienisch Betili) bezeichnet. Es handelt sich meist um nicht sehr große schlanke, granatenartig aussehende Steine, die aufrecht stehen. Einige haben Löcher anstelle der Augen, andere haben Brüste. Einer hat ein menschliches Antlitz.

### Apulien, Ligurien, Toskana
Eine Gruppe kleiner Statuenmenhire und Daunische Stelen (Stele di Siponto) findet sich bei Castelluccio dei Sauri und Bovino in Apulien. In der historischen Region Lunigiana (heute weitgehend identisch mit den Provinzen La Spezia und Massa-Carrara) wurden mehr als 60 Statuenmenhire gefunden, darunter auch mehrere weibliche. Viele Steine wurden in der zweiten Hälfte des 20. Jahrhunderts in Museen verbracht (s. u.)

### Sonstige

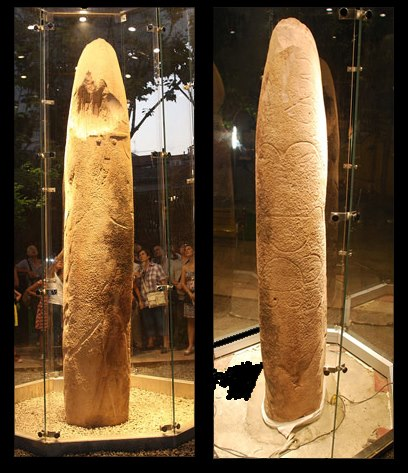
Estàtua-menhir del Pla de les Pruneres (Mollet, Katalonien)[https://www.researchgate.net/publication/276037915_La_estatua-menhir_del_Pla_de_les_Pruneres_Mollet_del_Valles_Valles_Oriental

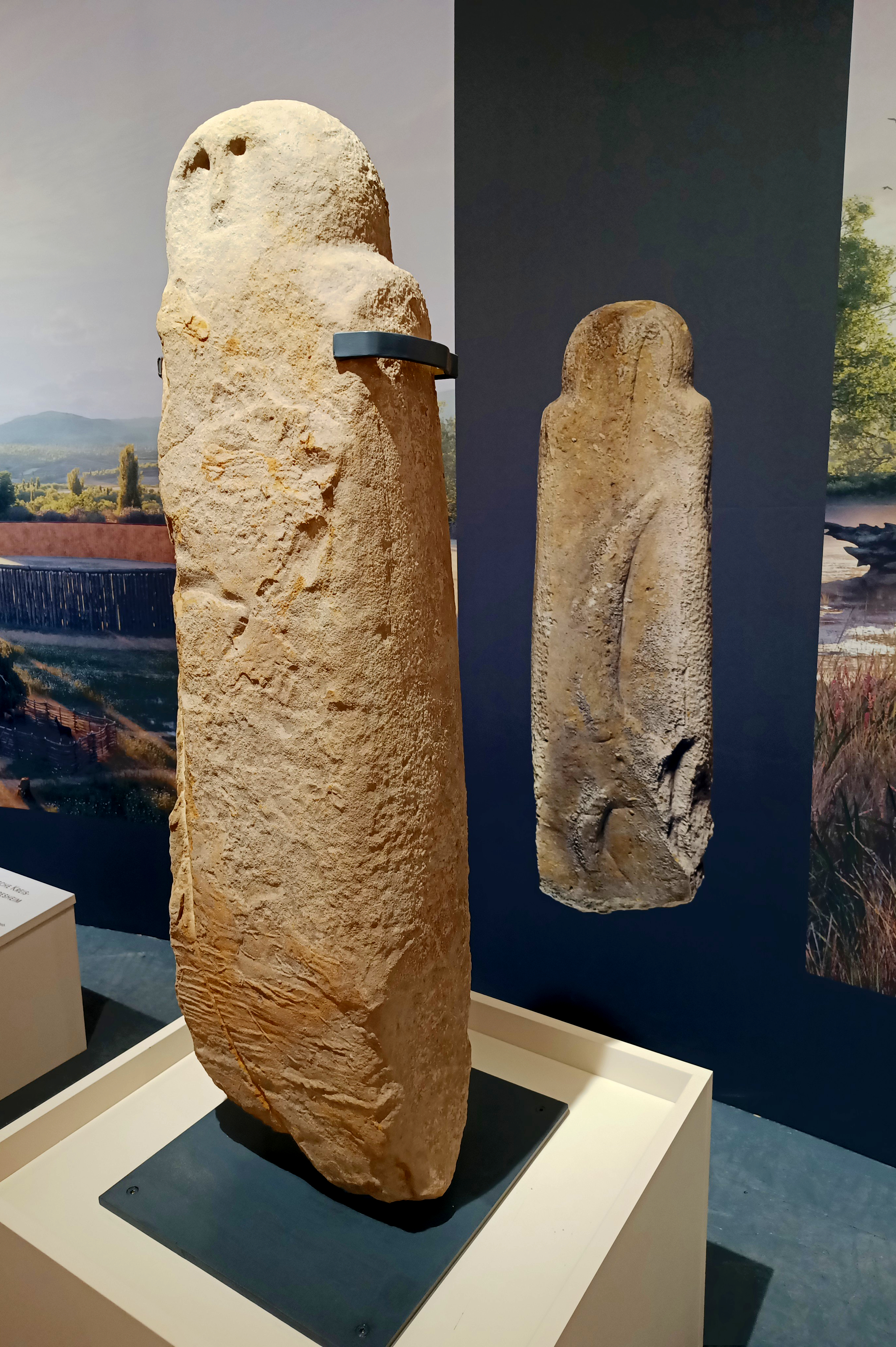
Der Statuenmenhir von Gallmersgarten

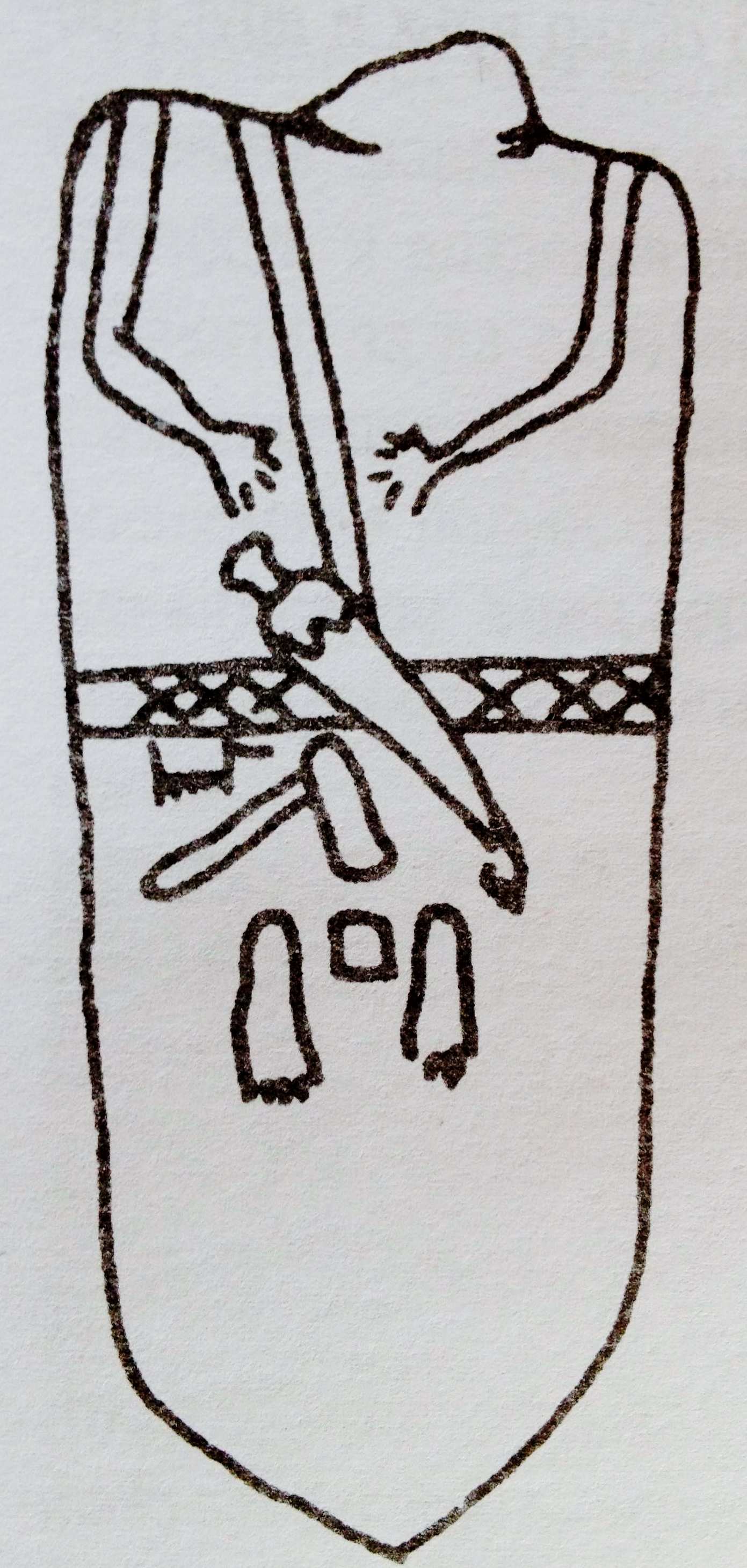
Stellae Kalishe Bulgaria

- Bulgarien: Das Brunnenheiligtum von Gârlo ist eine archäologische Stätte aus der Spätbronzezeit nördlich des Dorfes Gârlo (auch Gurlo) im Bezirk Pernik in Bulgarien. Die unterirdische, über einem Brunnen errichtet und von einer Treppe zugängliche Tholos erinnert an Bauten der Nuragher. Die kulturhistorische Interpretation der Konstruktion bleibt aufgrund unsystematischer wissenschaftlicher Studien weitgehend hypothetisch, allerdings wurde hier ein typischer Statuenmenhir gefunden.
- Portugal: Menhir von Ermida (weiblich), Portela de Mogos
- Spanien: Estatuas-Menhire der Iberischen Halbinsel:
  - Katalonien: Menhir von Mollet (der größte Statuenmenhir überhaupt); Statuenmenhire von Reguers de Seró
  - Estremadura: Estela de la Granja del Toriñuelo bei Jerez de los Caballeros
- der Schweiz: Die Statuenmenhire von Treytel-A Sugiez und die in der Gegend um den Dolmen von Petit-Chasseur gefundenen Steine sind arg zerstört; nur wenige zeigen anthropomorphe Details (Hände).
- Deutschland: als eine der wenigen auf deutschem Boden gefundene Gruppe (die aber nicht als Statuenmenhire bezeichnet werden) gelten die Bamberger Götzen, die sachlich, aber vermutlich auch kulturell in dieselbe Kategorie gehören wie der Menhir von Gelnhausen-Meerholz, der Statuenmenhir von Gallmersgarten, der Statuenmenhir von Schafstädt, der Götterstein von Seehausen und einige andere Funde.
- Großbritannien:
  - Kanalinseln: der Statuenmenhir im Kirchhof der Castel Church und La Gran’ Mère du Chimquière an der Kirche von Saint Martin auf Guernsey
  - Scilly-Inseln: der Statuenmenhir von Chapel Down auf St Martin’s

## Museen
Mehrere Statuenmenhire finden sich im Musée Fenaille in Rodez, im Musée de Préhistoire Régionale in Saint-Pons-de-Thomières, im Musée de Saint-Crépin in Laval-Roquecezière sowie im Museo delle statue stele della Lunigiana in Pontremoli.

## Datierung
Die meisten Forscher datieren die regelmäßig auf der Vorderseite (meist auch insgesamt) stelenartig geglätteten Statuenmenhire Westeuropas in das Endneolithikum und die Frühbronzezeit, d. h. ins späte 3. oder frühe 2. Jahrtausend v. Chr. und somit deutlich jünger als die meisten anderen Menhire. Außerdem wird in Fachkreisen diskutiert, ob die anthropomorphen Darstellungen bei einigen Stelen dem Originalzustand bei Aufstellung der Steine entsprechen oder aber spätere Bearbeitungen sind.